# Mirošov (ort i Tjeckien, Vysočina, lat 49,39, long 15,46)
Mirošov är en ort i Tjeckien.   Den ligger i regionen Vysočina, i den centrala delen av landet, 110 km sydost om huvudstaden Prag. Mirošov ligger 564 meter över havet och antalet invånare är 173.
Terrängen runt Mirošov är huvudsakligen platt, men den allra närmaste omgivningen är kuperad. Runt Mirošov är det ganska tätbefolkat, med 207 invånare per kvadratkilometer. Närmaste större samhälle är Jihlava, 9,3 km öster om Mirošov. I omgivningarna runt Mirošov växer i huvudsak blandskog.